# Ангел Тошев
Ангел Иванов Тошев е български футболист, нападател, състезател на ФК Сливнишки герой (Сливница).

## Биография
Роден е в семейство на спортисти, бащата Иван Тошев е състезател по хандбал в отбора на Пирин. Повлиян от баща си, Ангел играе хандбал, като в същото време тренира и футбол, като това продължава до 8 клас, откогато тренира само футбол, като първи треньор му е Стоян Карталов, в детско-юношеската школа на Пирин (Гоце Делчев).

### Кариера
Завършвайки основно образование заминава за Пловдив, където учи и тренира в частната школа на Ботев 2002 с треньор Марин Бакалов. Оттогава се занимава сериозно само с футбол.
Първият му треньор при мъжете е Йордан Боздански в Пирин (Гоце Делчев), където през 2006 година подписва своя първи професионален договор. Играе за Пирин в Западната „Б“ ПФГ, като има отбелязани 20 гола. Една година прекарва в отбора на Банско, в ЮЗ „В“ АФГ, за който тим има 14 гола.
През 2009 година се присъединява към Пирин (Гоце Делчев), с който играе в Западната „Б“ ПФГ. През август 2010 година получава тежка контузия в мача срещу Чавдар (Бяла Слатина), като в 17-а минута му е счупен носът. Опериран е и пропуска повече от месец от подготовката на отбора от Гоце Делчев. През февруари 2011 година е пред преминаване в отбора на Сливнишки герой, но в последния момент нещата се отлагат, и Тошев продължава да играе за родния си тим.
От месец август 2011 година вече официално става част от състава на ФК Сливнишки герой (Сливница), с който подписва двугодишен договор.